# Gerhard Ahlhorn
Gerhard Ahlhorn (* 7. Juni 1815 in Jade; † 27. Dezember 1906 ebenda) war Landwirt, zeitweilig Präsident des Oldenburgischen Landtags und Mitglied des deutschen Reichstags.

## Leben
Ahlhorn war der Sohn von Johann Friedrich Ahlhorn, der in Jade und Schweiburg fünf Höfe und zwei Mühlen besaß. Er besuchte die Volksschule und absolvierte eine landwirtschaftliche Ausbildung. Danach unternahm er ausgedehnte Reisen durch Russland, England, Frankreich und sogar Nordafrika. 1842 heiratete er Anna Margarethe Öltjen (1821–1876), die Ehe blieb kinderlos. Seine wirtschaftliche Unabhängigkeit erlaubte Ahlhorn seit den 1850er Jahren eine intensive politische Tätigkeit, in deren Verlauf er neben zu einem der führenden Männer der oldenburgischen Linksliberalen wurde und zur Führungsspitze der oldenburgischen Fortschrittspartei wurde. Von 1856 bis 1893 gehörte er ununterbrochen dem Oldenburgischen Landtag an, in dem er sich als Mitglied und später auch Vorsitzender des Finanzausschusses hervortat. Weiter war er von 1872 bis 1876 und von 1878 bis 1893 Vizepräsident und von 1876 bis 1878 Präsident dieses Parlaments.
Nach einem erfolglosen Versuch 1877 gewann er 1881 ein Reichstagsmandat für die Deutsche Fortschrittspartei im Wahlkreis Provinz Hannover 2 Aurich, Wittmund, Leer. Bei den Wahlen von 1884 konnte er sein Mandat allerdings nicht behaupten.